# Badnur
Badnur és una vila de l'Índia que el segle xix i el XX fou capital del districte de Betul, a les Províncies Centrals i després a Madhya Pradesh. Posteriorment Badnur es va unir a Betul Bazar i es va formar la ciutat de Betul, la capital actual.
Estava situada a 21° 55′ N, 77° 54′ E / 21.917°N,77.900°E a la riba del riu Machna. Fou declarada capital de districte el 1822 (abans ho era Betul). La població el 1901 era de 5.766 habitants (el 1881 era de 2881 habitants). A 6 km al nord tenia l'antiga Betul (Betul Bazar) i a similar distància Kherla la capital d'una de les dinasties gond, on es conserva un fort en ruïnes. Fou erigida en municipalitat el 1867.